# Dorytomus budarini
Dorytomus budarini (лат.) — вид жуков-долгоносиков рода Dorytomus (Curculionidae). Обитает на Дальнем Востоке России (Остров Кунашир, Сахалинская область).

## Описание
Мелкие жуки-долгоносики, длина от 3,4 до 4,1 мм. Окраска тела черновато-коричневая; головотрубка чёрная, надкрылья темно-коричневые и частично чёрные. Передние голени с двумя вершинными зубцами. Бёдра в средней части с небольшим зубцом. Имеют вытянутую и умеренно изогнутую головотрубку. Усики коленчатые. Тело покрыто узкими чешуйками. Коготки ног простые и широко расставленные. Вид был впервые описан в 1977 году советским и российским энтомологом Борисом Александровичем Коротяевым.